# José Alejandro Luna Ramos
José Alejandro Luna Ramos (San Cristóbal de las Casas, 23 de marzo de 1941) es un académico mexicano. En este lugar realizó su instrucción básica, media y superior. Es egresado de la Escuela de Derecho de Chiapas, con sede en San Cristóbal de las Casas, donde se graduó con la tesis intitulada “Efectos jurídicos y socioeconómicos de la Huelga”.
Efectuó estudios de posgrado en el Instituto de Derecho comparado de la Universidad Nacional Autónoma de México. Diplomado en el “VI Curso de Posgrado en Derecho, Política y Criminología” en la especialidad de Derecho Administrativo y “XVIII Curso de Postgrado en Derecho” en la especialidad de Ciencia Política, ambos en la Universidad de Salamanca, España. Estudios de Maestría en la Universidad de Estudios de Posgrado en Derecho, en la Ciudad de México, D.F.
Su carrera judicial inicia en el año de 1968 cuando ocupó el cargo de Jefe de la Oficina Judicial “H”. Desde entonces y hasta la fecha se ha desempeñado como Secretario de Tribunal Unitario, Secretario de Tribunal Colegiado, Secretario de Estudio y Cuenta de la Suprema Corte de Justicia de la Nación, Juez de Distrito y Magistrado de Circuito.
En el aspecto académico ha sido catedrático de la Universidad La Salle, Universidad Iberoamericana, Universidad Anáhuac Campus Sur, asimismo impartió clases en el Posgrado de la Facultad de Derecho de la Universidad Nacional Autónoma de México así como de la Universidad Panamericana y en el Instituto de Especialización Judicial del Consejo de la Judicatura Federal.
Es socio fundador del Colegio Nacional de Magistrados de Circuito y Jueces de Distrito del Poder Judicial de la Federación, A.C., institución de la que fungió como primer Presidente.

## Formación Académica
Licenciado en derecho por la universidad de Chiapas (1963).Maestría en la Universidad de Estudios de Posgrado en Derecho, en la Ciudad de México.

## Experiencia Profesional
Magistrado presidente de la sala superior del Tribunal Electoral del Poder Judicial de la Federación  ()...
entre los cargos que ha desempeñado destacan: Presidente de la Junta de Conciliación de San Cristóbal de las Casas, Chiapas, juez de Distrito Interino por el Pleno de la Suprema Corte de Justicia de la Nación, Magistrado de Circuito, Magistrado de la Sala Superior del Tribunal Electoral del Poder Judicial de la Federación. de 1997 a mayo de 2005 tuvo como cargo honorario el puesto de Presidente del Colegio de Magistrados de Circuito y Jueces de Distrito del Poder Judicial de la Federación, A.C.

## Experiencia académica y docente
hizo su educación básica en el colegio " Colegio la Enseñanza” San Cristóbal de las Casas, Chiapas, Educación Media Superior “Escuela Preparatoria” y	Licenciatura cursada en la Escuela de Derecho, Maestría en la Universidad de Estudios de Posgrado en Derecho, en la Ciudad de México, nunca se realizó la tesis y el examen de grado correspondiente. 
Dio clases en la Universidad La Salle, Universidad Iberoamericana, Instituto de Especialización Judicial ahora Instituto de la Judicatura Federal, Facultad de Derecho de la Universidad Panamericana y en la Universidad Nacional Autónoma de México.  ...

## Publicaciones
- Los derechos políticos de las comunidades indígenas: aportes jurisdiccionales del Tribunal Electoral del Poder Judicial de la Federación”, Quid Iuris, Tribunal Estatal Electoral del Estado de Chihuahua, (2012)
- La violencia política de género: obstáculo urgente de superar”,  Milenio, Suplemento Ella (2014)
- ..Justicia Electoral y participación política de las mujeres”, Milenio, Suplemento Ellas" (2014)